# ヤン・ニルソン
ヤン・フラッシュ・ニルソン（Jan "Flash" Nilsson、1960年12月15日 - ）は、スウェーデンの元レーシングドライバー。
彼はスウェーデンツーリングカー選手権(STCC)で活躍した事で知られており、同レースにおいて1996年と1997年にチャンピオンを獲得。同レースの初代及び2代目チャンピオンでもある。
また、自らフラッシュ・エンジニアリングを立ち上げ、同チームはボルボのワークスチームとして活躍した。

## 経歴
ニルソンは1983年にフォーミュラ・フォードに参戦し、その後フォーミュラ3に進んだ。彼は1989年にスウェーデンのF3チャンピオンとなる。スウェーデンのルノー・クリオカップに参戦する為、スウェーデンに戻る前に、日本やメキシコのF3にも出場した。彼は1992年クリオカップで2位でフィニッシュし、1992年にチャンピオンになった後、1993年にルノースパイダーユーロカップに昇格した。スパイダーユーロカップでの初年度は、1995年シーズンと同様に4位でフィニッシュ。1996年には3位で終了し、同年から始まった、スウェーデンツーリングカー選手権に参戦する事になった。

### STCC

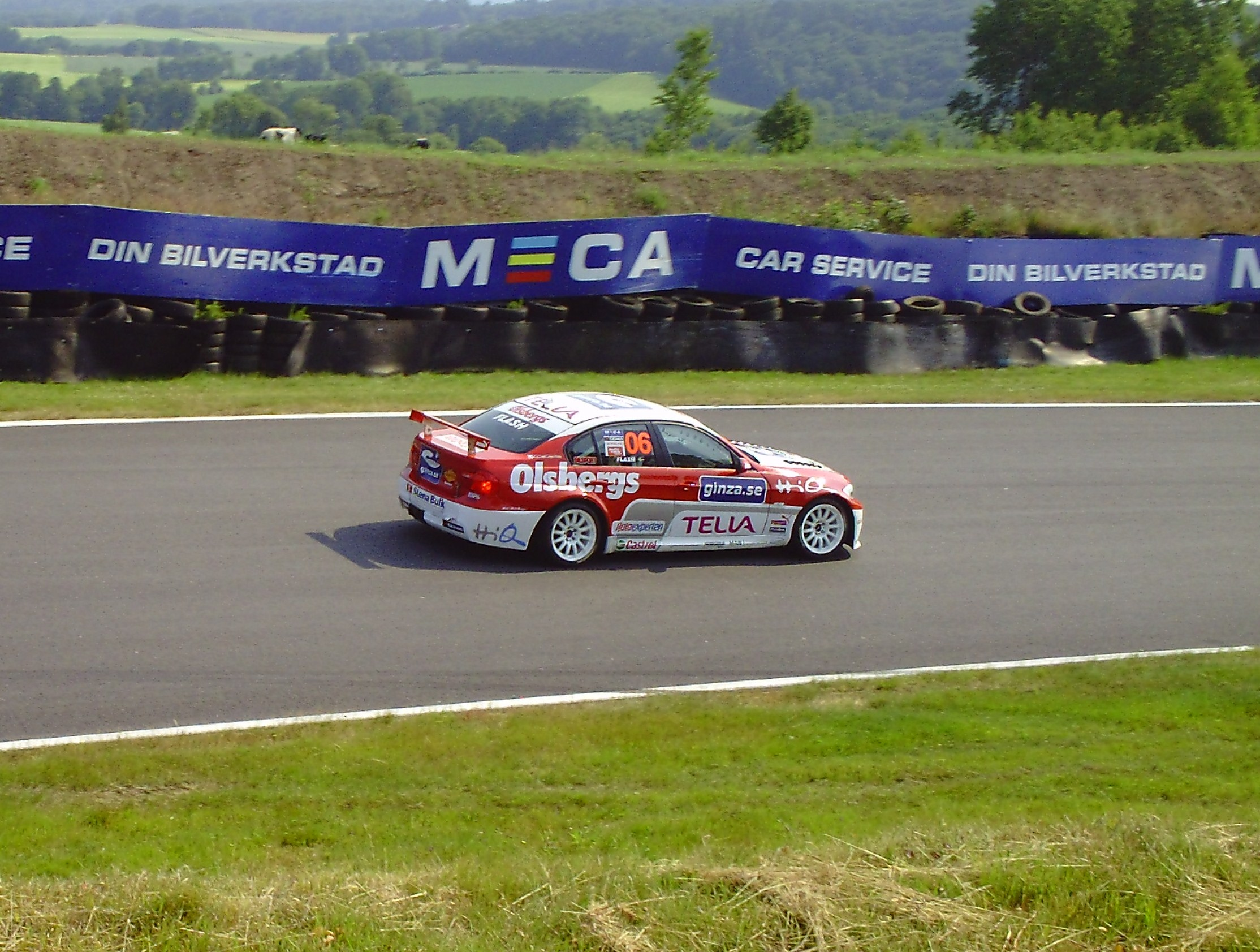
ファルケンベルクモーターバナでBMW 320siを運転するニルソン。

ニルソン自ら立ち上げたチームであるフラッシュ・エンジニアリングが、ボルボの公式チームとなり、彼は1996年と1997年にボルボ850でタイトルを獲得し、1998年にはボルボ・S40で2位となる。しかし、1999年には5位、2000年には6位となったこともあり、一部の批評家は彼がペースを失ったと評した。その後ニルソンは2001年、2002年、および2003年のシーズンで総合2位になることでその評論家達の読みが誤りであることを証明して見せた。
2004年のやや厳しいシーズン（シーズン全体で1レースのみ勝利）の後、ニルソンはフラッシュ・エンジニアリングを売却し、チームはその名前をポーラスター・ レーシングに変更した。ニルソンは、2005年シーズンに向けて、再び、フラッシュ・エンジニアリングを新しい小規模なチームとしてゼロから立ち上げ、チームはニルソンのために1台のBMW 320i E46を走らせ、STCC 2005で総合9位でフィニッシュした。
フラッシュ・エンジニアリングは、2006年にスウェーデンのメールサービス「ポステン」などの新しいスポンサーに署名し、利用可能な資金を劇的に増やした。 彼らはまた、スウェーデンのダブルチャンピオンであるリチャード・ゴランソンと元フラッシュ・エンジニアリングボルボのドライバーであるエドワード・サンドストロームにサインアップした。ゴランソンとニルソンは2006年シーズンに向けて新しいBMW 320si E90車を運転し、サンドストロームは古いBMW 320i E46を運転した。ゴランソンはチャンピオンシップ2位に終わり、ニルソンは再び9位になった。サンドストロームは、シーズンの初めにマシンが完全に破壊された大事故に巻き込まれ、サンドストロームは残りのレースに出場する必要があった。
2005年から2007年までのSTCCでの苦戦の数年後、ヤン・ニルソンは2008年、2009年、2010年のレースで優勝した。「フラッシュ」は、STCCで最も総合的な勝利を収めた以前のチームメイトのリチャード・ゴランソンと激しい戦いを繰り広げた。どちらも2008年、2009年、2010年のシーズンに何度か入れ替わり、2010年のシーズンの終わりには、34対33の勝利でついにゴランソンがトップの座を獲得した。
「フラッシュ」は、STCC 2007で5位、2008年と2009年で6位、2010年で9位、2011年で8位であり、チャンピオンシップの最後のフルシーズンだった。
2011年公開のディズニー・ピクサー作品『カーズ2』では、彼がモデルとなったキャラクターが登場しており、実際に同作品のスウェーデン語版吹き替えをニルソン本人が担当している。

## レース戦績

### スウェーデンツーリングカー選手権
| 年     | チーム                          | 使用車両    | 1         | 2         | 3         | 4       | 5         | 6         | 7       | 8         | 9       | 10      | 11       | 12        | 13        | 14      | 15      | 16        | 17        | 18      | 19      | 20    | 順位 | ポイント |
| ------ | ------------------------------- | ----------- | --------- | --------- | --------- | ------- | --------- | --------- | ------- | --------- | ------- | ------- | -------- | --------- | --------- | ------- | ------- | --------- | --------- | ------- | ------- | ----- | ---- | -------- |
| 1996年 | フラッシュ・エンジニアリング    | ボルボ・850 | MAN 1     | MAN 2 1   | KAR 1     | FAL 1   | FAL 2 9   | KNU 1     | KNU 2 5 | KIN 1 9   | KIN 2 1 |         |          |           |           |         |         |           |           |         |         |       | 1位  | 169      |
| 1997年 | フラッシュ・エンジニアリング    | ボルボ・850 | MAN 1 Ret | MAN 2 DNS | KIN 1     | KIN 2 1 | AND 1 2   | AND 2 1   | FAL 1   | FAL 2 1   | KNU 1   | KNU 2 1 | KAR 1    | KAR 2 3   |           |         |         |           |           |         |         |       | 1位  | 249      |
| 1998年 | フラッシュ・エンジニアリング    | ボルボ・S40 | MAN 1 Ret | MAN 2 Ret | KAR 1     | KAR 2 4 | AND 1     | AND 2     | FAL 1   | FAL 2 Ret | KNU 1 5 | KNU 2 1 | MAN 1 3  | MAN 2 1   |           |         |         |           |           |         |         |       | 2位  | 207      |
| 1999年 | ボルボ・S40・チームスウェーデン | ボルボ・S40 | MAN 1 6   | MAN 2 6   | KNU 1 Ret | KNU 2 1 | KAR 1 6   | KAR 2 Ret | AND 1   | AND 2     | FAL 1 6 | FAL 2 3 | AND 1 2  | AND 2 4   | ARC 1 7   | ARC 2   | MAN 1 4 | MAN 2 Ret |           |         |         |       | 5位  | 120      |
| 2000年 | ボルボ・S40・チームスウェーデン | ボルボ・S40 | KAR 1 DNS | KAR 2 9   | KNU 1 2   | KNU 2 7 | MAN 1 Ret | MAN 2 Ret | FAL 1 2 | FAL 2 Ret | AND 1 5 | AND 2 5 | ARC 1 3  | ARC 2 Ret | KAR 1 8   | KAR 2 8 | MAN 1 4 | MAN 2 4   |           |         |         |       | 6位  | 84       |
| 2001年 | フラッシュ・エンジニアリング    | ボルボ・S40 | FAL 1 2   | FAL 2 Ret | MAN 1 4   | MAN 2 4 | KAR 1 Ret | KAR 2 Ret | JYL 1 3 | JYL 2 4   | FAL 1   | FAL 2   | KNU 1 5  | KNU 2 6   | MOI 1 Ret | MOI 2 5 | KAR 1 4 | KAR 2 1   | KNU 1 Ret | KNU 2 4 | MAN 1 3 | MAN 2 | 2位  | 157      |
| 2002年 | フラッシュ・エンジニアリング    | ボルボ・S40 | MAN 1 2   | MAN 2 4   | KNU 1 3   | KNU 2 4 | KAR 1 5   | KAR 2     | FAL 1   | FAL 2 6   | FAL 3 1 | FAL 4 5 | KNU 1 12 | KNU 2 Ret | KAR 1 3   | KAR 2 8 | FAL 1   | FAL 2     | MAN 1 3   | MAN 2 4 |         |       | 2位  | 162      |

### フランス・スーパーツーリング選手権
| 年     | チーム               | 使用車両    | 1     | 2     | 3     | 4       | 5     | 6     | 7     | 8     | 9     | 10    | 11    | 12    | 13    | 14    | 15    | 16    | 17    | 18    | 順位 | ポイント |
| ------ | -------------------- | ----------- | ----- | ----- | ----- | ------- | ----- | ----- | ----- | ----- | ----- | ----- | ----- | ----- | ----- | ----- | ----- | ----- | ----- | ----- | ---- | -------- |
| 1998年 | ボルボ・スウェーデン | ボルボ・S40 | LED 1 | LED 2 | NOG 1 | NOG 2 4 | MUG 1 | MUG 2 | DIJ 1 | DIJ 2 | PAU 1 | PAU 2 | CHA 1 | CHA 2 | LEV 1 | LEV 2 | LCA 1 | LCA 2 | LMS 1 | LMS 2 | NC   | NC       |